# Cailloux-sur-Fontaines
Cailloux-sur-Fontaines este o comună în departamentul Rhône din sud-estul Franței. În 2009 avea o populație de 2.442 de locuitori.

## Evoluția populației
| An        | 1975 | 1982  | 1990  | 1999  | 2006  | 2009  |
| --------- | ---- | ----- | ----- | ----- | ----- | ----- |
| Populație | 863  | 1.015 | 1.750 | 2.172 | 2.288 | 2.442 |